# Campeonato Mundial de Pentatlón Moderno de 2007
El XLVII Campeonato Mundial de Pentatlón Moderno se celebró en Berlín (Alemania) entre el 16 y el 21 de agosto de 2007 bajo la organización de la Unión Internacional de Pentatlón Moderno (UIPM) y la Federación de Alemana Pentatlón Moderno.

## Sedes
Las competiciones se efectuaron en cuatro instalaciones del Parque Olímpico de Berlín:
| Deporte    | Instalaciones                 | Capacidad |
| ---------- | ----------------------------- | --------- |
| Tiro       | Pabellón Rudolf-Harbig        | 1.500     |
| Esgrima    | Centro Deportivo Horst-Korber | 3.000     |
| Natación   | Forumbad                      |           |
| Equitación | Estadio Hípico Olímpico       |           |
| Carrera    | Estadio Hípico Olímpico       |           |

## Países participantes
Participaron en total 185 pentatletas de 40 federaciones nacionales de la UIPM. Se otorgaron medallas en 6 categorías (3 masculinas y 3 femeninas).
| - Alemania (4+4) - Australia (0+2) - Austria (1+1) - Bielorrusia (4+4) - Brasil (3+1) - Bulgaria (2+0) - Canadá (2+3) - China (5+4) - Corea del Sur (2+0) - Dinamarca (1+1) | - Egipto (4+4) - Eslovaquia (3+0) - España (2+0) - Estados Unidos (4+4) - Francia (4+2) - Georgia (1+0) - Grecia (3+3) - Guatemala (1+1) - Hungría (4+5) | - Italia (4+3) - Japón (4+0) - Kazajistán (3+4) - Kirguistán (3+0) - Letonia (4+2) - Lituania (4+2) - México (3+3) - Moldavia (1+0) - Países Bajos (1+0) - Polonia (4+4) | - Portugal (1+1) - Reino Unido (3+5) - República Checa (5+3) - República Dominicana (1+0) - Rusia (6+5) - Sudáfrica (1+1) - Suecia (1+0) - Suiza (2+1) - Taiwán (1+1) - Ucrania (4+1) - Venezuela (1+0) |

## Concurso masculino

### Individual
| Puesto | Atleta         | País    | TIR  | ESG | NAT  | EQU  | CAR  | Total |
| ------ | -------------- | ------- | ---- | --- | ---- | ---- | ---- | ----- |
| Oro    | Viktor Horváth | Hungría | 1192 | 904 | 1292 | 1172 | 1144 | 5704  |
| Plata  | Ilia Frolov    | Rusia   | 1096 | 856 | 1312 | 1200 | 1232 | 5696  |
| Bronce | Róbert Németh  | Hungría | 1144 | 856 | 1328 | 1200 | 1164 | 5692  |

### Equipos
| Puesto | País            | TIR  | ESG  | NAT  | EQU  | CAR  | Total  |
| ------ | --------------- | ---- | ---- | ---- | ---- | ---- | ------ |
| Oro    | Alemania        | 3360 | 2640 | 3896 | 3352 | 3396 | 16.644 |
| Plata  | República Checa | 3396 | 2628 | 3944 | 3404 | 3124 | 16.496 |
| Bronce | Hungría         | 3396 | 2424 | 3844 | 3544 | 3248 | 16.456 |

### Relevos
| Puesto | Atletas                                       | País            | TIR  | ESG | NAT  | EQU  | CAR  | Total  |
| ------ | --------------------------------------------- | --------------- | ---- | --- | ---- | ---- | ---- | ------ |
| Oro    | Eric Walther Sebastian Dietz Steffen Gebhardt | Alemania        | 1156 | 912 | 1240 | 1152 | 1108 | ''5568 |
| Plata  | Qian Zhenhua Cao Zhongrong Xu Yunqi           | China           | 1228 | 836 | 1312 | 1088 | 1056 | 5512   |
| Bronce | Michal Michalík David Svoboda Ondřej Polívka  | República Checa | 1192 | 760 | 1272 | 1168 | 1120 | 5512   |

## Concurso femenino

### Individual
| Puesto | Atleta             | País     | TIR  | ESG  | NAT  | HÍP  | CAR  | Total |
| ------ | ------------------ | -------- | ---- | ---- | ---- | ---- | ---- | ----- |
| Oro    | Amélie Cazé        | Francia  | 1108 | 1000 | 1336 | 1116 | 1040 | 5600  |
| Plata  | Lena Schöneborn    | Alemania | 1132 | 904  | 1216 | 1200 | 1132 | 5584  |
| Bronce | Laura Asadauskaitė | Lituania | 1000 | 880  | 1212 | 1200 | 1260 | 5552  |

### Equipos
| Puesto | País        | TIR  | ESG  | NAT  | HÍP  | CAR  | Total  |
| ------ | ----------- | ---- | ---- | ---- | ---- | ---- | ------ |
| Oro    | Bielorrusia | 3264 | 2520 | 3420 | 3420 | 3400 | 16.024 |
| Plata  | Alemania    | 3108 | 2328 | 3640 | 3516 | 3252 | 15.844 |
| Bronce | Rusia       | 3096 | 2616 | 3524 | 3300 | 3168 | 15.704 |

### Relevos
| Puesto | Atletas                                            | País        | TIR  | ESG | NAT  | HÍP  | CAR  | Total |
| ------ | -------------------------------------------------- | ----------- | ---- | --- | ---- | ---- | ---- | ----- |
| Oro    | Katie Livingston Mhairi Spencen Lindsey Weedon     | Reino Unido | 1168 | 844 | 1232 | 1074 | 1064 | 5382  |
| Plata  | Paulina Boenisz Sylwia Czwojdzińska Marta Dziadura | Polonia     | 1000 | 904 | 1172 | 1132 | 1128 | 5336  |
| Bronce | Lena Schöneborn Eva Trautmann Janine Kohlmann      | Alemania    | 1072 | 808 | 1168 | 1186 | 1044 | 5278  |

## Medallero
| Núm. | País            | Oro | Plata | Bronce | Total |
| ---- | --------------- | --- | ----- | ------ | ----- |
| 1    | Alemania        | 2   | 2     | 1      | 5     |
| 2    | Hungría         | 1   | 0     | 2      | 3     |
| 3    | Bielorrusia     | 1   | 0     | 0      | 1     |
|      | Francia         | 1   | 0     | 0      | 1     |
|      | Reino Unido     | 1   | 0     | 0      | 1     |
| 6    | República Checa | 0   | 1     | 1      | 2     |
|      | Rusia           | 0   | 1     | 1      | 2     |
| 8    | China           | 0   | 1     | 0      | 1     |
|      | Polonia         | 0   | 1     | 0      | 1     |
| 10   | Lituania        | 0   | 0     | 1      | 1     |
|      | TOTAL           | 6   | 6     | 6      | 18    |